# Йоганн Зібмахер

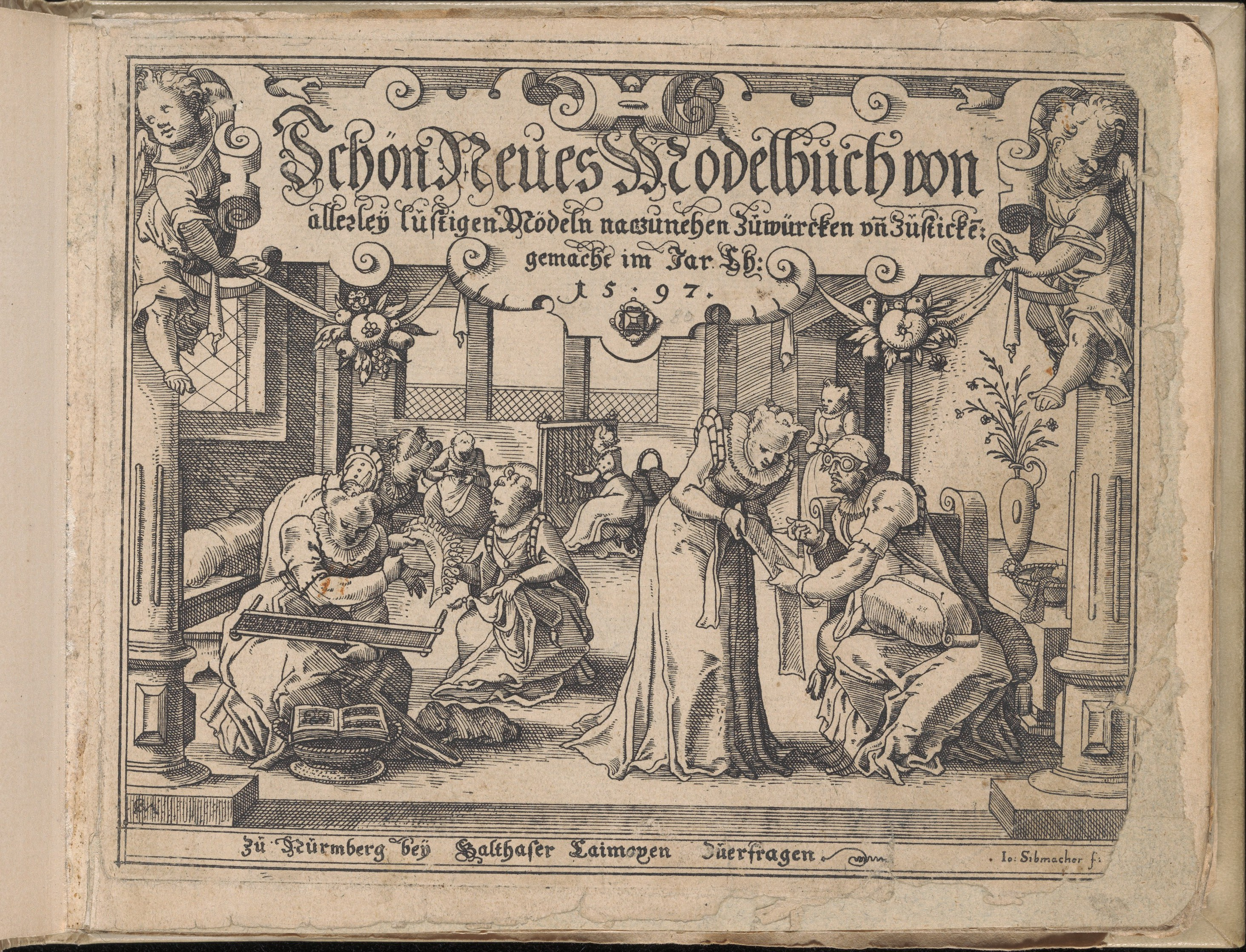

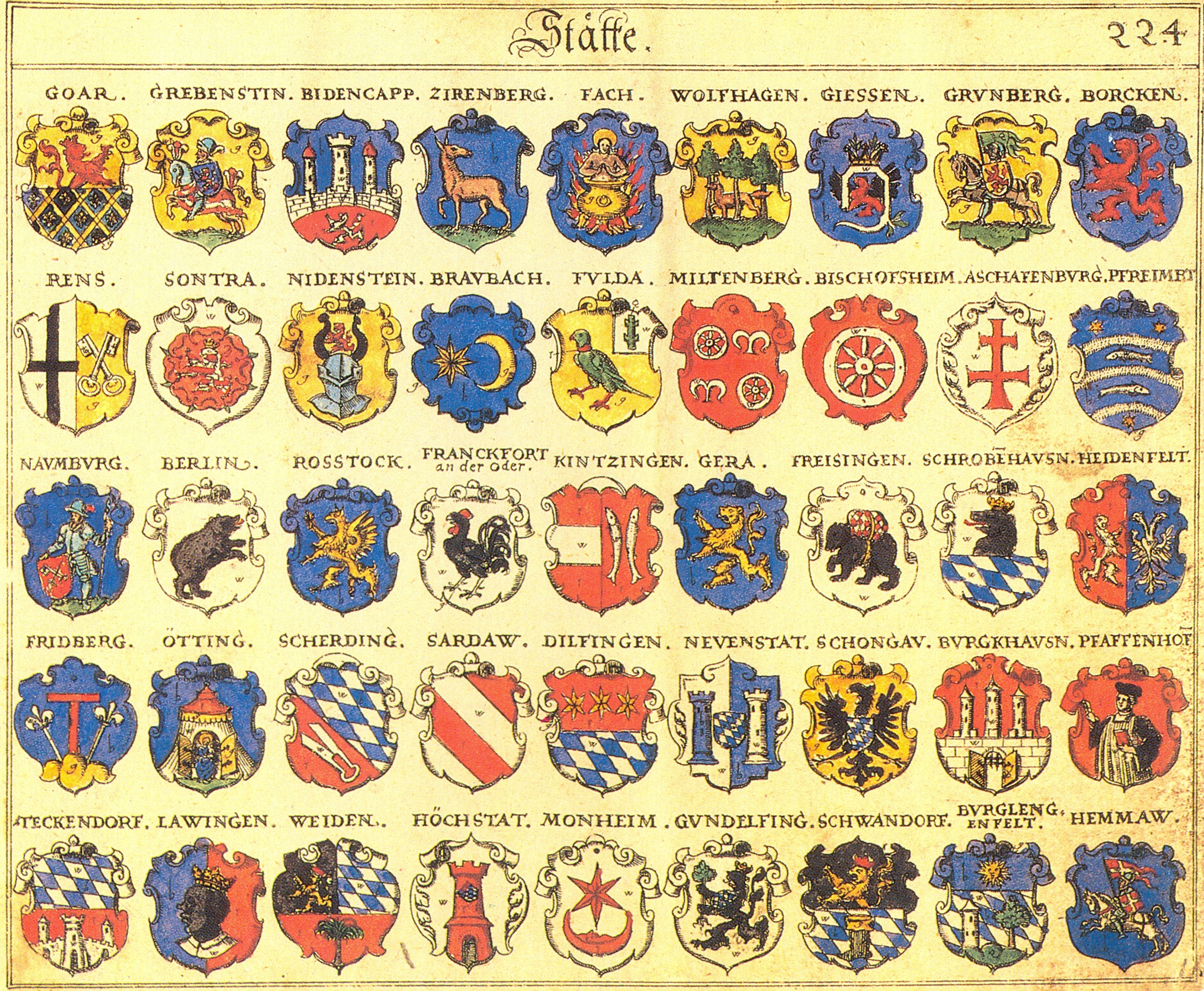
Герб міста з гербовника Зібмахера 1605 року

Йоганн Амбросіус Зібмахер (Johann Ambrosius Siebmacher; також Ганс Зібмахер та Зібер; 1561, Нюрнберг — 23 березня 1612, Нюрнберг) — німецький гербовий художник, гравер, офортник і видавець.
У 1601 році Зібмахер назвав себе в петиції до імператора Рудольфа II «гравером і громадянином Нюрнберга». Він був автором і засновником багаторазово видаваної згодом книги гербів, важливого джерела геральдики в німецькомовному регіоні.
Лише гербовник 1596 року (19 гербів із мідними гравюрами Фрідріха Дюрера) та гербова книга Ньюе походять від самого Зібмахера…, який вийшов у двох томах у 1605 р. (264 табл.) і 1609 р. (164 табл.). Подальші частини та додаткові томи публікувалися до 1806 року — іноді під різними назвами (див. Гербовник Б. Вайгеля). Загалом у рамках проекту було виставлено близько 19 тис. гербів.
На основі цієї праці між 1854 і 1967 роками в Нюрнберзі були опубліковані численні вичерпні збірки гербів (колись надруковані в Ґраці) видавництвом Bauer & Raspe (Verlagsgruppe Degener & Co) під назвою «Велика і загальна книга гербів Й. Зібмахера» (J. Siebmacher's großes und allgemeines Wappenbuch). З'являлися й перевидання, наприклад 1905 р.

## Походження
Його батьками були Страсбурзький олов'яник Ганс Зібмахер († 1572) і його дружина Катаріна Ріндер (1534—1577), донька червонодеревника. Його батько переїхав до Нюрнберга і з 1534 року був там майстром лиття олова та громадянином. Ганс Зібмахер мав чотирьох братів, з яких Георг (1563—1602) і Пітер (1570—1602) також стали ливарниками олова в Нюрнберзі.

## Життя
Йому було близько 11 років, коли помер його батько. Він перебував під опікою засновника ливарного заводу Ніколауса Горхеймера († 1583). Там, напевно, також навчився свого ремесла. Брати Георг і Петро, очевидно, навчалися в іншому місці, оскільки вони не згадуються в каталогах підмайстрів Нюрнберзького бляшаного ливарного заводу. Невідомо, коли і де він отримав освіту офортиста. Перші роботи датовані 1590 роком.
Вперше він здобув популярність завдяки колекції орнаментальних гравюр, що містила шаблони для нюрнберзьких ювелірів. У 1597 році він опублікував чудову нову зразкову книгу всіляких смішних дівчат під назвою «Zuwürcken unn Zustikken». Це була перша книга-зразок, у якій використовувалися гравюри на міді. Його друга книга була написана в 1601 «Newes Modelbuch in Kupffer». У наступні роки він пережив кілька нових видань. Робота була настільки великою, що він, мабуть, працював з кількома іншими граверами. Він також ілюстрував карти, книги та публікував міські пейзажі (наприклад, Нюрнберга). Сьогодні він найбільше відомий своїм гербовником, перший попередник якого був опублікований у 1596 році. Пізніше книга була кілька разів перероблена і значно розширена.
Невдовзі після його смерті дружина продала друкарські форми. Після смерті другого чоловіка вона продала решту запасів і мідні пластини для гербової книги Паулюсу Фюрсту в 1653 році. Одружуючись, нюрнберзький книготорговець перебрав на себе асортимент і видавництво Бальтазара Каймокса, який раніше друкував твори Зібмахера.

## Сім'я
Близько 1591 року він одружився з Анною Софією NN († 1653). У подружжя було десять дітей, серед яких:
- Ганс Мельхіор (* 1591, † після 1625), золотий майстер
- Йоганн (1607—1629), ливарник олова
- Анна Софія (1596—1640) ⚭ NN Кріґерр
- Варвара (* 1600) ⚭ NN Гелд
- Гертрауд (1612—1634)

Пізніше його вдова вийшла заміж за купця Леонгарда Штойрера з Санкт-Освальда у Верхній Австрії.

## Веб-посилання
- Бібліографія. Йоганн Зібмахер // Німецька національна бібліотека.
- Роботи про Йоганн Зібмахер // Цифрова бібліотека Німеччини.
- Literaturliste im Online-Katalog der Staatsbibliothek zu Berlin.
- Siebmachers Wappenbuch von 1605 auf wappenbuch.de.
- Siebmachers Wappenbuch, alle 5 Teile in der Ausgabe von 1701 auf wappenbuch.com.
- Übersicht über Ausgaben und Bände des Wappenbuchs (mit Downloadlinks) von Bernhard Peter, welt-der-wappen.de.
- 30 Illustrationen aus Hieronymus Oertel: Ortelius Redivivus Et Continuatus als Digitalisate der ULB Düsseldorf.
- Druckschriften von und über Johann Siebmacher im VD 17.
- Index zu Siebmachers Wappenbüchern — Die Datenbank enthält die Familiennamen und Adelsprädikate (über 137.000) aus dem Alten Siebmacher (1605—1806) und dem Neuen Siebmacher (1854—1961), wie sie auch im General-Index zu den Siebmacher'schen Wappenbüchern 1605—1961 zu finden sind.